# Викрант Массей
Викрант Массей (на английски: Vikrant Massey) е индийски актьор. Той е известен със своите водещи роли в телевизионни сериали – Dharam Veer (2008), Balika Vadhu (2009), Baba Aiso Varr Dhoondo (2010), V The Serial (2012) and Qubool Hai (2013). 

## Биография и творчество
Викрант Массей се обучава в балетното изкуство и е работил с Shiamak DAVAR, Действа като хореограф на различни предавания.
Той играе ролята на Шам Мадан Сингх в шоуто Balika Vadhu на Colors TV. Той също така е играл в Disney Channel Индия лидер Dhoom Machaao Dhoom, Star Plus лидер Kahaan Hoon Main и в ролята на Dharam в NDTV.
Vikrant очарова публиката с превъплъщението си като Аян Ахмед Кхан, един от най-главните роли в Zee TV. Както Аян, Викрант създава нов имидж.
Massey прави своя дебют в Боливуд Vikramaditya Motwane лидер Lootera (2013 г.), заедно с Ranveer Сингх и Sonakshi Синха.
Той е бил част от различни телевизионни реклами, като например Finolex LED и Nescafe.

## Филмография
| Година | Име на филма    | Роля             |
| ------ | --------------- | ---------------- |
| 2013   | Lootera         | Devdas Mukherjee |
| 2015   | Dil Dhadakne Do | Rana Khanna      |

### Телевизия
| Year        | Film                      | Role              |
| ----------- | ------------------------- | ----------------- |
| 2007 – 2008 | Dhoom Machaao Dhoom       | Aamir Hassan      |
|             | Kahaan Hoon Main          |                   |
| 2008        | Dharam Veer               | Rajkumar Dharam   |
| 2009 – 2011 | Balika Vadhu              | Shyam Madan Singh |
| 2009        | Un Hazaron Ke Naam        | Richard Gonzalvis |
| 2010 – 2011 | Baba Aiso Varr Dhoondo    | Murli             |
|             | Gumrah - End Of Innocence |                   |
| 2012 – 2013 | V The Serial              | Himself           |
| 2013        | Qubool Hai                | Ayaan Ahmed Khan  |
| 2013        | Yeh Hai Aashiqui          | Himself (Host)    |